# Княжна (річка)
Княжна — річка у Нововодолазькому районі Харківської області, права притока Вільхуватки (басейн Сіверського Донця).

## Опис
Довжина річки 12 км, похил річки — 5,0 м/км. Формується з декількох безіменних струмків та 5 водойм. Площа басейну 52,6 км².

## Розташування
Княжна бере початок з водойми на північно-західній стороні від села Гуляй Поле. Тече переважно на північний захід через села Княжне та Бражники. У селі Новоселівка впадає у річку Вільхуватку, праву притоку Мжи.

## Притоки
- Балка Козацька - один із витоків, назва річки у верхній течії [1]
- Балка Іродова - права притока, впадає у річку Княжну на сході від села Княжне[2]
- Мокра - ліва притока, бере початок на північному заході від села Клинове, тече спочатку на захід, потім на північний захід і впадає у річку Княжну на північно-західній околиці села Княжне  [3]
  - Балка Безпалькова - ліва притока Мокрої[4]
  - Балка Вила - ліва притока Мокрої [5]
- Дігтярка - права притока, бере початок на заході від села Василівське, тече переважно на захід і впадає у річку Княжну на північно-західній околиці села Княжне. [6]
- Яр Багмутів - права притока, впадає у Княжну у селі Новоселівка неподалік її гирла [7]